# Waldemar Schönleiter
Waldemar Schönleiter (* 1903; † 1978) war ein deutscher Verwaltungsjurist und Ministerialbeamter.

## Werdegang
Schönleiter promovierte 1930 an der Universität Halle. Von 1933 bis 1935 war er beim Kommissar für die Osthilfe in Rostock tätig. 1935 wechselte er zur Obersten Bauleitung der Reichsautobahnen in Halle (Saale). Von 1936 bis 1938 war er am Versorgungsamt Frankfurt/Main und am Hauptversorgungsamt Südwestdeutschland, dann von 1938 bis 1942 am Reichsversorgungsgericht in Berlin und von 1942 bis 1945 im Reichsarbeitsministerium.
Nach dem Ende des Zweiten Weltkriegs setzte er seine berufliche Laufbahn ab 1945 am Versorgungsamt Verden und am Hauptversorgungsamt Niedersachsen fort. Von 1947 bis 1948 war er im Zentralhaushaltsamt und Zentralamt für Arbeit in der Britischen Zone tätig und nach Gründung der Bizone von 1948 bis 1950 in der Verwaltung für Arbeit des Vereinigten Wirtschaftsgebietes.
1950 wechselte er in das Bundesministerium für Arbeit (BMA). Dort war er von 1950 bis 1962 Leiter der Unterabteilung IV b bzw. (ab 1955) V a (Kriegsopferversorgung). Von 1950 bis 1954 war er gleichzeitig Leiter des Referats IV b 1 (Generalreferat für die Regelungen der Leistungen an Kriegsbeschädigte und Kriegshinterbliebene sowie der Organisation der Kriegsopferversorgung, zwischenstaatliche Vereinbarungen). Von 1955 bis 1968 leitete er  die Abteilung V (Kriegsopferversorgung, Sozial- und Arbeitsmedizin).
1968 trat er im Rang eines Ministerialdirektors in den Ruhestand.

## Ehrungen
- 1968: Großes Verdienstkreuz mit Stern der Bundesrepublik Deutschland